# Amphicyon ingens
Az Amphicyon ingens az emlősök (Mammalia) osztályának ragadozók (Carnivora) rendjébe, ezen belül a fosszilis medvekutyafélék (Amphicyonidae) családjába és az Amphicyoninae alcsaládjába tartozó faj.
Ezt a fosszilis állatfajt legelőször 1924-ben, W. Matthew írta le, illetve nevezte meg.

## Képek

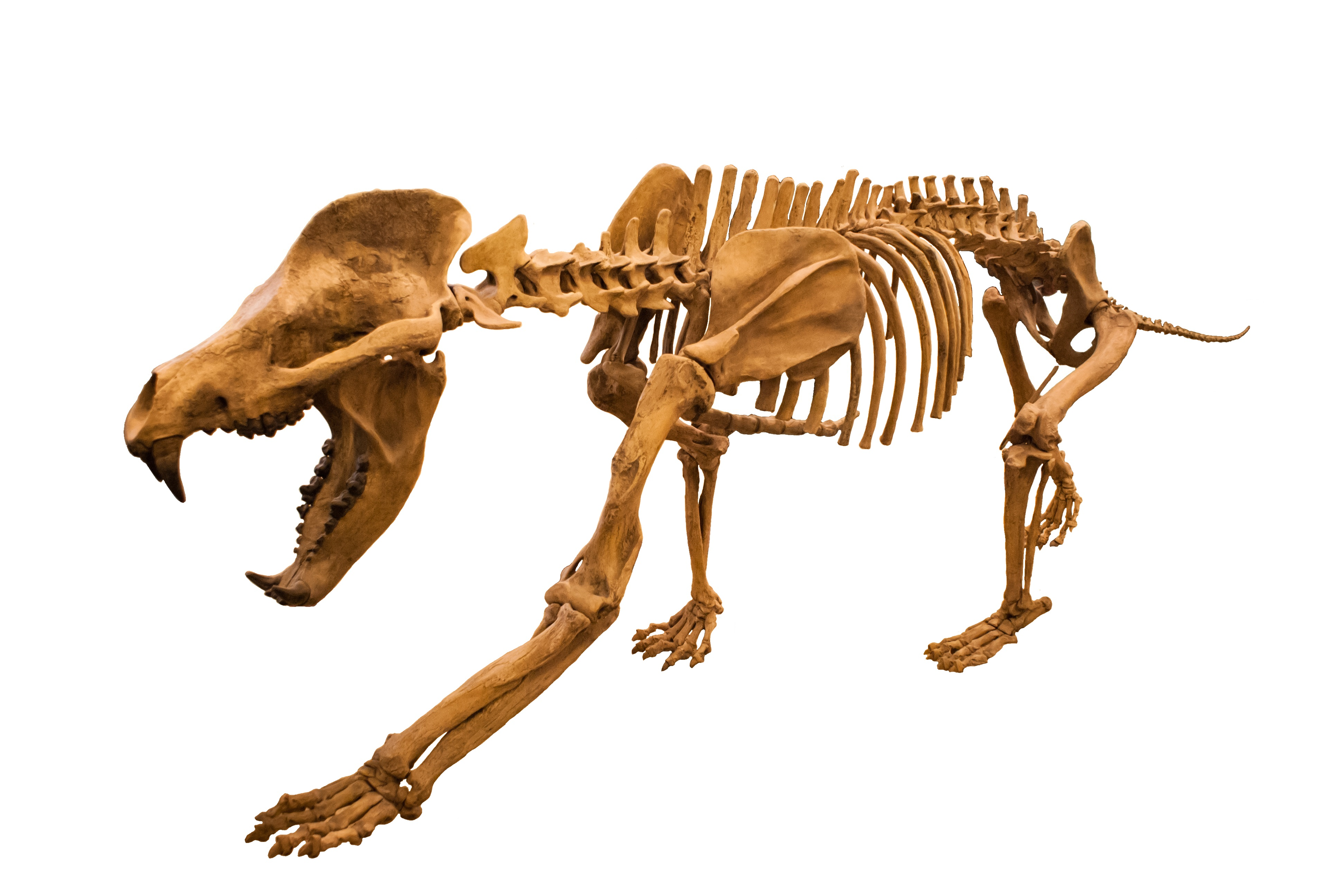
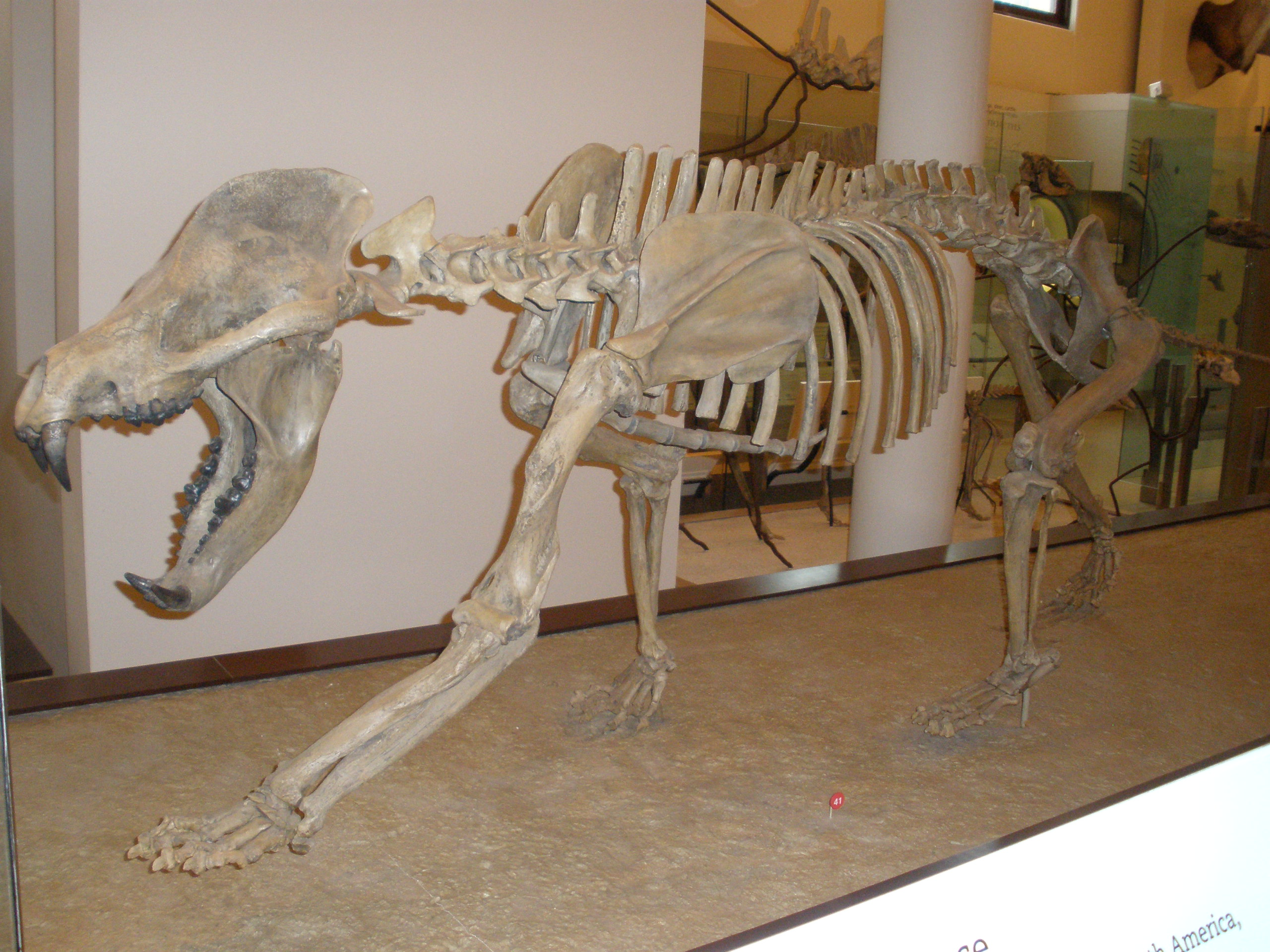

## Tudnivalók
Az Amphicyon ingens körülbelül 15,8-14 millió évvel ezelőtt élt, azaz a miocén közepén. Az előfordulási területe Észak-Amerika volt. Az első maradványát a nebraskai Sioux megyében található Olcott-formációban fedezték fel. Egyes kaliforniai, coloradoi és új-mexikói kövületet is ennek a fajnak tulajdonítanak.
Becslések szerint az átlagos Amphicyon ingens 2,5 méter hosszú és körülbelül 600 kilogramm testtömegű lehetett.

## Fordítás
- Ez a szócikk részben vagy egészben  az   Amphicyon#Species című angol Wikipédia-szócikk ezen változatának fordításán alapul.  Az eredeti cikk szerkesztőit annak laptörténete sorolja fel. Ez a jelzés csupán a megfogalmazás eredetét és a szerzői jogokat jelzi, nem szolgál a cikkben szereplő információk forrásmegjelöléseként.
- Ez a szócikk részben vagy egészben  az   Amphicyon ingens című olasz Wikipédia-szócikk ezen változatának fordításán alapul.  Az eredeti cikk szerkesztőit annak laptörténete sorolja fel. Ez a jelzés csupán a megfogalmazás eredetét és a szerzői jogokat jelzi, nem szolgál a cikkben szereplő információk forrásmegjelöléseként.